# Kaia Kanepi
Kaia Kanepi (n. 10 iunie 1985, Haapsalu, Lääne maakond, Estonia) este o jucătoare profesionistă de tenis din Estonia. Cea mai bună clasare a carierei a fost locul 15 mondial. La momentul actual este pe locul 96 WTA. Kanepi a fost aleasă Sportiva Anului în Estonia in 2008. 

## Legături externe
Materiale media legate de Kaia Kanepi la Wikimedia Commons
- Site oficial
- Kaia Kanepi la Women's Tennis Association
- Kaia Kanepi la International Tennis Federation
- Kaia Kanepi pe site-ul Fed Cup
- en Kaia Kanepi la Olympedia.org